# Мамулія Самсон Андрійович
Самсон Андрійович Мамулія (1892, село Поцхо Кутаїської губернії, тепер Грузія — розстріляний 14 листопада 1937, Тбілісі) — радянський державний і партійний діяч, перший секретар ЦК Компартії Грузії в 1930—1931 роках.

## Життєпис
Член РСДРП(б) з 1917 року.
У 1921—1922 роках — відповідальний секретар Сенацького районного комітету КП(б) Грузії.
1 лютого — 6 березня 1922 року — секретар ЦК КП(б) Грузії.
У 1929—1930 роках — відповідальний секретар Аджарського обласного комітету КП(б) Грузії.
6 травня — 28 травня 1930 року — секретар ЦК КП(б) Грузії.
6 червня — 20 листопада 1930 року — 2-й секретар ЦК КП(б) Грузії.
20 листопада 1930 — 12 вересня 1931 року — 1-й секретар ЦК КП(б) Грузії.
З 7 квітня 1931 року — 1-й секретар Тифліського міського комітету КП(б) Грузії.
До липня 1937 року — заступник начальника сектору Інституту Маркса — Енгельса — Леніна при ЦК ВКП(б).
5 липня 1937 року заарештований органами НКВС. Розстріляний 14 листопада 1937 року. Посмертно реабілітований.